# Fietstunnel Hempontplein

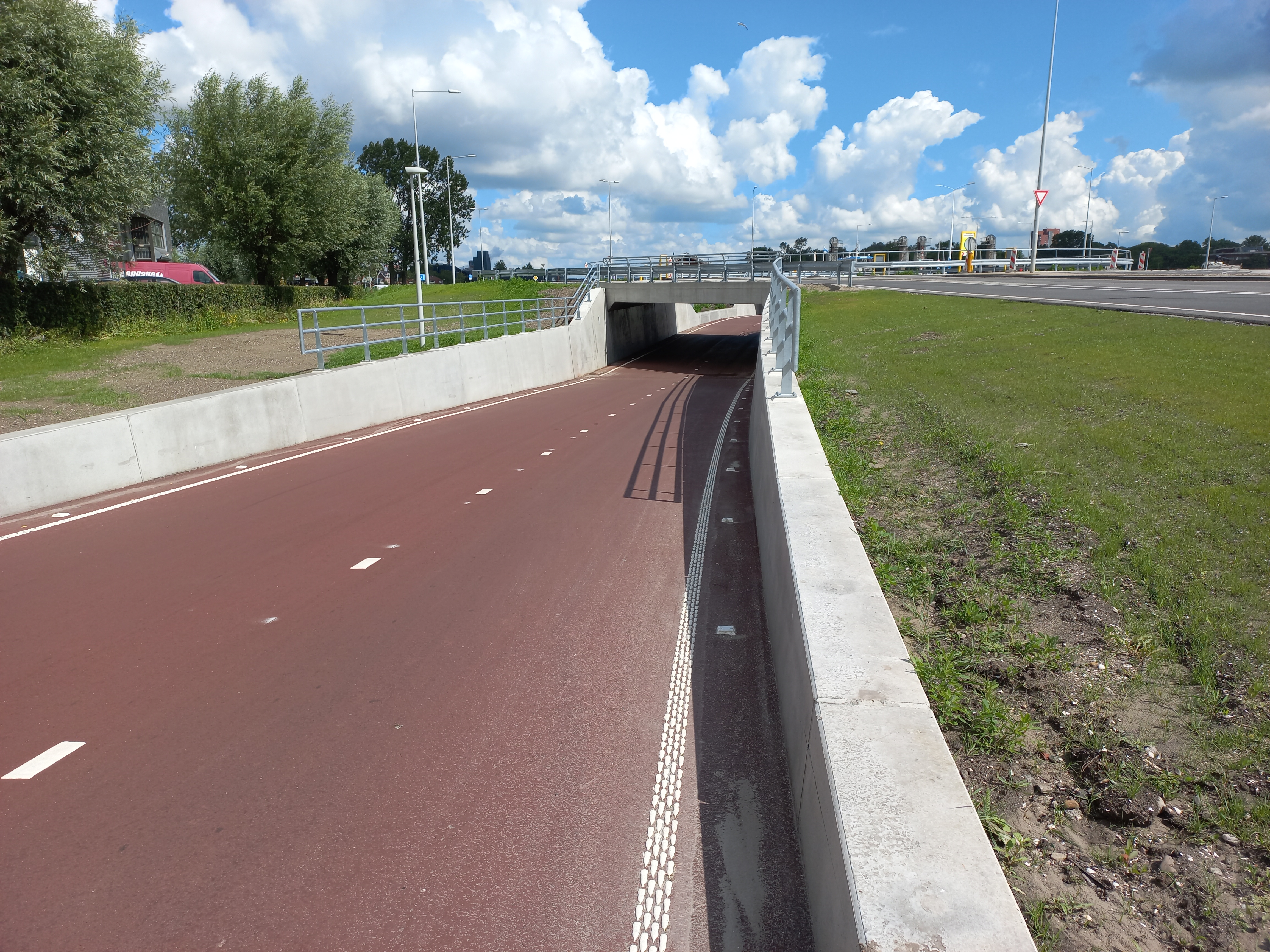
Nadering fietstunnel vanaf het zuiden (augustus 2024)

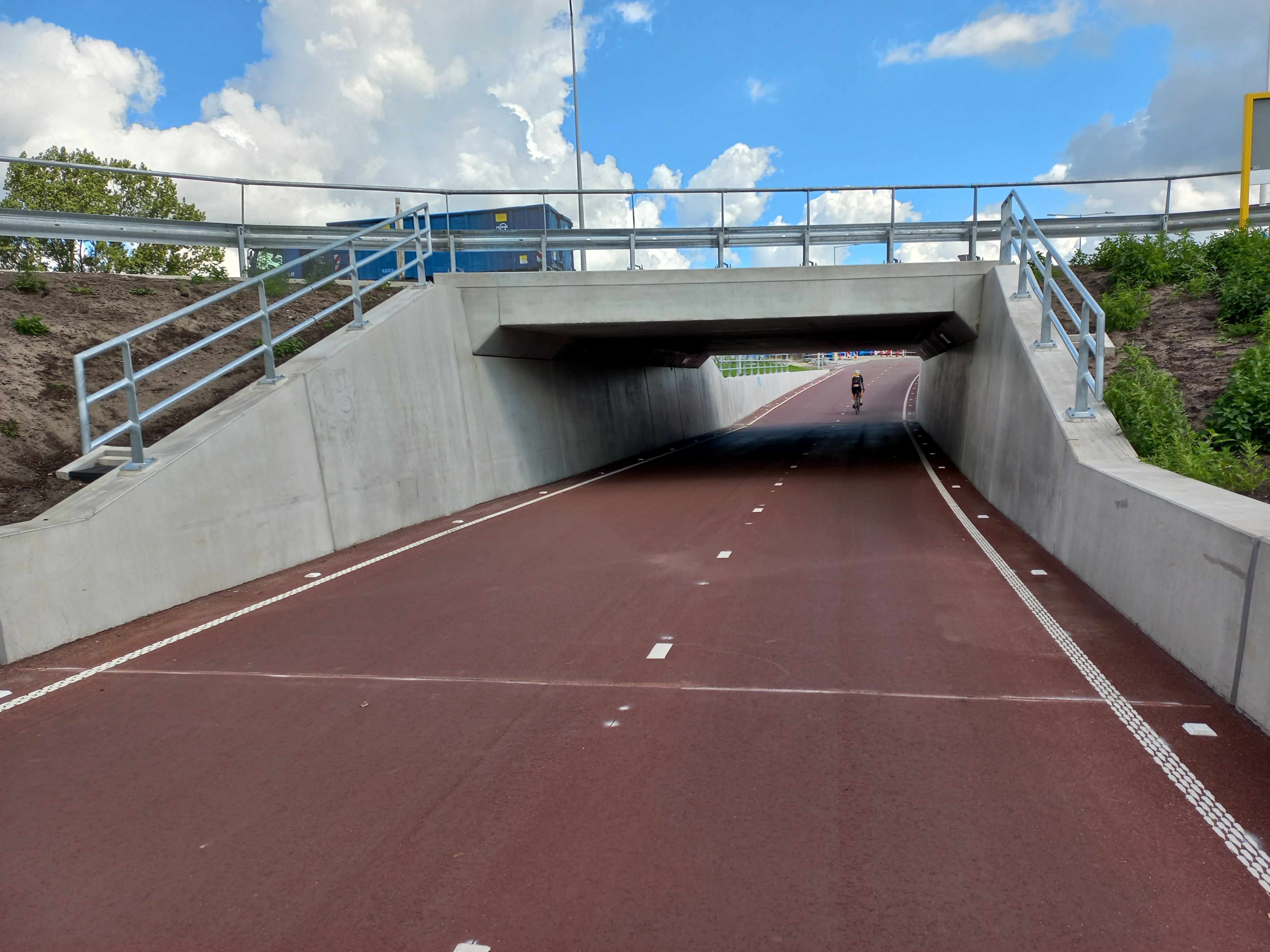
Noordelijk deel vanuit de open ruimte in de rotonde (augustus 2024)

De Fietstunnel Hempontplein is een complex van bouwkundige kunstwerken in Amsterdam Westpoort.

## Inleiding
Het complex werd in de periode 2022 tot en met 2024 uitgevoerd om een veiligere en snellere verkeersafwikkeling te krijgen tussen fietsers enerzijds en snelverkeer anderzijds. In dit deel van het Westelijk Havengebied lag tot dan toe een T-kruising in de Nieuwe Hemweg (S101) (doorgaande weg) en een afslag naar de Hempont en kleinere wegen richting havens. Bijzonder was dat fietsers van en naar de pont de Nieuwe Hemweg moesten oversteken, waar het merendeel van het verkeer daar uit vrachtwagens bestaat. Dat fietspad maakt deel uit van de fietsroute Amsterdam-Zaandam. De gemeente Amsterdam en Port of Amsterdam verwacht(t)en hier een toestroom van privéverkeer door de inrichting van nieuwe woongebieden, maar ook bedrijfsverkeer door verhuizingen, uitbreidingen en vestiging van nieuwe bedrijven. Om te voorkomen dat de kruising in de toekomst een hotspot zou worden (veel verkeersongevallen) werd een turborotonde aangelegd. 

## Vanaf 2024
Om het verkeer dit in betere banen te leiden werd gekozen voor een rotonde op een wat verhoogd maaiveldniveau met daaronder de fietstunnel. Het basisidee werd opgesteld door de Gemeente Amsterdam en Post of Amsterdam. Daarna werd het als een bouwteamcontract aanbesteed, waarbij genoemde instanties samenwerkten met Boskalis (voorlopig en uitvoeringsontwerp) en Nobleo (verdere uitwerking),  waarna alles weer terugging naar Boskalis. De fietstunnel werd opgebouwd uit betonnen prefabelementen die rusten op een betonnen fundering, die ter plaatse is gestort. Het bouwen van de rotonde nam uiteindelijk slechts negen weken in beslag, opening vond plaats in mei 2024, waarna nog enkele aanvullende werkzaamheden binnen de omgeving verricht moesten worden.
Binnen de infrastructuur werd het systeem voor fietsers aangeduid als tunnel (zij gaan onder de verkeersweg door), voor de fietsers heeft het gezien het opengewerkte karakter van de tunnel het idee dat ze onder twee viaducten moeten gaan.  
Amsterdamsebrug ·
Beltbrug ·
Benno Premselabrug ·
Berlagebrug ·
Blauwbrug ·
Coentunnel ·
Cuyperspassage ·
Tweede Coentunnel ·
Diaconessenbrug ·
Duivendrechtsebrug ·
Enneüs Heermabrug ·
Fietstunnel Hempontplein ·
Van Hallbrug ·
Hembrug ·
Hemtunnel ·
Hogesluis ·
Hortusbrug ·
Houtmanspoorbrug (Singelgrachtbrug) ·
IJ-tunnel ·
Jan van Galenbrug ·
Jan Schaeferbrug ·
Kattenslootbrug ·
Kinkerbrug ·
Kortjewantsbrug ·
Magere Brug ·
Meeuwenpleinbrug ·
Michiel de Ruijtertunnel ·
M.S. Vaz Diasbrug ·
Nesciobrug ·
Nieuwe Amstelbrug ·
Odebrug ·
Oetewalerbrug ·
Overtoomse Sluis ·
Piet Heintunnel ·
Rotterdammerbrug ·
Rozenoordbrug ·
Scharrebiersluis ·
Schellingwouderbrug ·
Schinkelbrug ·
Spaarndammertunnel ·
Théophile de Bockbrug ·
Torontobrug ·
Utrechtsebrug ·
Westerkeersluis ·
Wiegbrug ·
Willemsbrug (Singelgracht) ·
Zeeburgerbrug ·
Zeeburgertunnel ·
Zeilbrug